# Șerban Bonciocat
Șerban Bonciocat est un photographe né en 1967 en Roumanie. Ses sujets de prédilection sont l'architecture et le patrimoine bâti. Après avoir obtenu le baccalauréat en 1985 au lycée des Beaux-Arts Nicolae Tonitza de Bucarest, il a étudié à l'Université nationale d'art de Bucarest.

## Œuvres
- (en) Cristian Brăcăcescu (trad. du roumain par Magda Teodorescu, préf. Bruno Andreșoiu, photogr. Șerban Bonciocat), Village churches from the Sălaj county [« Lăcașuri din lemn. Biserici de sat din Sălaj »] [« Églises en bois. Les églises des villages du județ de Sălaj »], Bucarest, Igloo, coll. « Patrimoniu », 2015 (présentation en ligne, lire en ligne).
- (en) Cristian Brăcăcescu (trad. du roumain par Alistair Ian Blyth, préf. Corina Popa, photogr. Șerban Bonciocat), Cule. Fortified houses between glory and ruin [« Cule. Case fortificate intre fala si ruina »] [« Cule. Maisons boyardes entre ruine et gloire »], Bucarest, Igloo, coll. « Patrimoniu », 2014, 191 p. (ISBN 978-973-87938-1-1, présentation en ligne).
- (en) Șerban Bonciocat, Hanna Derer et Corina Popa (trad. du roumain, photogr. Cristian Bonciocat), Demolished Bucharest. Unofficial archive images 1985 [« București demolat. Arhive neoficiale de imagine 1985 »] [« Bucarest démolie. Archives non officielles 1985 »], Bucarest, Fundației Ines, 2013, 208 p., 28 x 22 cm (présentation en ligne).
- (en) Luiza Zamora (trad. du roumain, photogr. Șerban Bonciocat), Stone. Traditional houses of northern Oltenia [« Piatra. Case traditionale din nordul Olteniei »] [« Pierre. Maisons traditionnelles de Petite-Valachie »], Bucarest, Asociatia 37, 2012 (ISBN 978-973-0-13600-5, présentation en ligne).
- (en) Cristian Brăcăcescu (trad. du roumain, préf. Mihai Maxim, photogr. Șerban Bonciocat), Minarets in a Dobrogea Sky [« Geamii. Minarete pe cerul Dobrogei. »], Bucarest, Igloo, coll. « Patrimoniu », 2012, 200 p., 23 x 30 cm (ISBN 978-606-8026-18-3, présentation en ligne, lire en ligne).
- (en) Petra Vlad (trad. du roumain par Samuel W.F. Onn, photogr. Șerban Bonciocat), Gates of Brașov [« Porti din Brașov »] [« Portes de Brașov »], Bucarest, Atelierul de graphică, coll. « Patrimoniul discret », 2012, 144 p., 16,5 x 23,5 cm (ISBN 978-973-88923-4-7, présentation en ligne).
- (en) Luiza Zamora (trad. du roumain, photogr. Șerban Bonciocat), Wood. Churches of northern Oltenia [« Lemn. Biserici din nordul Olteniei »] [« Bois. Églises de Petite-Valachie »], Bucarest, Asociatia 37, 2010, 208 p., 24,5 x 20 cm (ISBN 978-973-0-09344-5, présentation en ligne).
- (en) Andrei Șerbescu, Monica Budiș et Steluţa Pârâu (trad. du roumain par Samuel W.F. Onn, photogr. Șerban Bonciocat), Thatch. Traditional houses from the Danube delta [« Stuf. Case traditionale din Delta Dunării »] [« Chaume. Maisons traditionnelles du delta du Danube »], Bucarest, Igloo, coll. « Patrimoniu », 2008 (présentation en ligne).
- (ro) Principele Radu al României (photogr. Șerban Bonciocat), Palatul Elisabeta [« Le palais Elisabeta »], Bucarest, Humanitas, 2006, 192 p., 22 x 29 cm (ISBN 973-50-1141-7, présentation en ligne).